# AEG G.II
AEG G.II là một loại máy bay ném bom hai tầng cánh của Đức trong Chiến tranh thế giới I, được phát triển từ AEG G.I.

## Tính năng kỹ chiến thuật (AEG G.II)
Dữ liệu lấy từ German Aircraft of the First World War
Đặc tính tổng quan
- Kíp lái: 4
- Chiều dài: 9,1 m (29 ft 10 in)
- Sải cánh: 16,2 m (53 ft 2 in)
- Chiều cao: 3,49 m (11 ft 5 in)
- Diện tích cánh: 59 m2 (640 foot vuông)
- Trọng lượng rỗng: 1.450 kg (3.197 lb)
- Trọng lượng có tải: 2.470 kg (5.445 lb)
- Trọng lượng cất cánh tối đa: 2.464 kg (5.432 lb)
- Động cơ: 2 × Benz Bz.III kiểu động cơ piston, 6 xy-lanh làm mát bằng nước, 112 kW (150 hp) mỗi chiếc

Hiệu suất bay
- Vận tốc cực đại: 140 km/h (87 mph; 76 kn)
- Tầm bay: 700 km (435 mi; 378 nmi)
- Trần bay: 3.000 m (9.843 ft)
- Vận tốc lên cao: 1,52 m/s (299 ft/min)
- Thời gian lên độ cao: 1.000m (3.281ft) trong 11 phút

Vũ khí trang bị

- Súng: 3 × súng máy 7,92 mm (.312 in)
- Bom: 200 kg (440 lb) bom